# Zhang Sizhi
Zhang Sizhi (en chinois : 张思之), né le 12 novembre 1927 à Zhengzhou (Henan) et mort le 24 juin 2022 à Pékin, est un avocat chinois.
Il est connu pour avoir assuré la défense de plusieurs personnalités majeures notamment dans le cadre de procès politiques : il défend ainsi entre autres Jiang Qing, la veuve de Mao Zedong, et les généraux de Lin Biao, ainsi que le sociologue Wang Juntao et Bao Tong.
Retiré des prétoires dans les années 2000, il accompagne la progression d'une nouvelle génération d'avocats comme Pu Zhiqiang et  Xia Lin, les avocats de l’artiste Ai Weiwei. Souhaitant défendre le premier lorsque celui-ci est arrêté, il en est empêché, foudroyé par une thrombose cérébrale en 2014.
Dans un contexte de montée en puissance de l'autoritarisme en Chine, ses combats sont reconnus à l'international : la France lui a remis la Légion d’honneur en février 2016.

## Biographie
L'histoire de Zhang Sizhi et celle de ses combats pour la liberté se confondent avec celle de la Chine et de sa quête de modernité politique au XXe siècle : Zhang Sizhi s’est engagé à plus de soixante ans pour défendre les libertés individuelles dans les prétoires après les manifestations de la place Tian'anmen en 1989, comme il avait rejoint l’armée nationale à seize ans pour délivrer son pays de l’occupation étrangère lors de la seconde guerre sino-japonaise (1937-1945).

### Un avocat de la première génération

Zhang Sizhi, après avoir quitté l'armée, reprend ses études à Xi'an en 1946 dans un établissement de missionnaires. À l'époque, il souhaite devenir diplomate.

L’Empire chinois ne connaissait que les « maîtres des plaintes », autrement appelés « gredins de chicane », dont l’art consistait à rédiger les plaintes des particuliers adressées au tribunal. Suspectés de jeter la discorde pour en tirer profit, ces experts juridiques privés faisaient l’objet d’une telle réprobation morale qu’ils furent interdits sous la dernière dynastie, celle des Qing. La profession d’avocat apparaît dans les concessions sous l’influence occidentale à la fin du XIXe siècle. Elle s’enracine peu à peu dans les grandes villes ; la greffe prend surtout à Shanghai.
Le préjugé marxiste à l’encontre des avocats, soupçonnés de défendre les intérêts de la seule bourgeoisie, renforcé par la prévention traditionnelle à l’égard des « maîtres des plaintes » explique l’évolution chaotique de cette profession en Chine populaire. L’expérimentation lancée en 1954 avec la constitution de bureaux de conseils juridiques sur le modèle soviétique est brève : les avocats sont, pour la plupart, envoyés en camp de rééducation par le travail après la campagne des Cent fleurs en 1957. Zhang Sizhi a été le premier condamné à Pékin. Il a passé quinze ans à effectuer de pénibles travaux physiques dans la grande périphérie de Pékin. Il a vécu en camp de travail le Grand Bond en avant et sa terrible famine, les brutalités politiques de la Révolution culturelle.

### Le défenseur de la bande des Quatre

Zhang Sizhi (au centre) et son équipe au banc de la défense lors du procès de la bande des Quatre et des généraux de Lin Biao de l'hiver 1980-1981.

La profession d’avocat a été rétablie en 1980, peu après l’arrivée au pouvoir de Deng Xiaoping. Le droit était au fondement du nouveau projet national, le développement économique et la stabilité politique et sociale. La Chine manquait de juristes : Zhang Sizhi, sur ordre du Parti, est redevenu avocat à 52 ans. Il a accepté d’assurer la défense de la bande des Quatre (la veuve Mao et ses affidés) et de la « clique Lin Biao » (le successeur désigné du Grand Timonier soudainement tombé en disgrâce et mort dans des circonstances mystérieuses en 1971). C’était se faire l’avocat du diable : la bande des Quatre, considérée seule responsable des dix ans de chaos de la Révolution culturelle, est haïe par tout le peuple chinois. Zhang Sizhi s’est acquitté de cette tâche délicate, que tant d’autres ont déclinée, avec énergie. Pour lui, tout prévenu, y compris la veuve de Mao qu’il abhorre, avait le droit d’être défendu par un avocat.
Il assure la coordination de la défense de la bande des Quatre et des généraux de Lin Biao, ainsi plus spécifiquement de Lin Biao. La position de Zhang Sizhi est délicate. D'une part, il a souffert lui-même de la révolution culturelle et abhorre ces protagonistes ; d'autre part, le verdict du procès est connu d'avance, car le parti ne peut les innocenter et la foule les hait. Cependant, il accepte par devoir et surtout par conscience professionnelle. Il positionne le rôle de l'avocat comme un expert judiciaire au service de la société, et non au service de son client. Lui et son équipe échappent ainsi à une confrontation avec le parti communiste ainsi qu'à salir à vie leur réputation par amalgame avec les accusés. Cette stratégie apolitique est toujours celle en vigueur en Chine aujourd'hui, différenciant le concept de celui de l'Occident,.
Pour son rôle dans ce procès, il a acquis la réputation sulfureuse « d’avocaillon pourri de la bande des Quatre ». Peu lui importait, sa conception de la défense, il l'a portée en tant que professeur d’université à l’université centrale de télé-enseignement (1984) et l’université des sciences politiques (1987), puis en tant que directeur de revue (1988). Son manuel La Profession d’avocat, Théorie et pratique (中国律师制度与律师实务), publié en 1985, ainsi que la revue professionnelle Avocats chinois (中国律师), qu’il a créée, ont constitué des références incontournables pour des générations de jeunes avocats.

### Les grands procès politiques des années 1990
En Chine, la profession d’avocat, entachée du soupçon de faire le jeu du crime contre le peuple, dispose de droits et d’une autonomie limités par le pouvoir politique. Zhang Sizhi, le premier, a osé plaider non coupable pour les accusés politiques au début des années 1990. « Si le rôle de l’avocat est réduit dans le système judiciaire chinois à celui d’une potiche », disait-il, « autant ficher dans cette potiche un bouquet de roses blanches aux tiges couvertes de minuscules épines bien acérées. »

Zhang Sizhi rend visite à la journaliste Gao Yu lors de sa libération anticipée en février 1999. Malgré ses efforts, elle avait été condamnée fin 1994 pour divulgation de secrets d'État.

Donner vie aux droits inscrits dans la loi, dont l’application est rendue difficile par l’absence d’indépendance de la justice, telle a été la ligne de Zhang Sizhi dans quelques-uns des plus grands procès politiques de l’ère post-maoïste : 
- Wang Juntao (en) en 1991, un intellectuel accusé d’être une « main noire des étudiants »,
- Bao Tong en 1992, le plus haut officiel du Parti condamné après 1989,
- Wei Jingsheng en 1995, le plus célèbre dissident de Chine pour avoir réclamé dès 1978 la « cinquième modernisation »,
- Zheng Enchong (en), avocat shanghaïen accusé de « divulgation de secrets d’État » en 2003.
- Li Zhi en 2004, un cyberdissident repéré grâce à Yahoo!.

### Le porte-parole des avocats

Zhang Sizhi devant le mur de Berlin en 2008. La fondation Heinrich Böll lui décerne le prix Petra-Kelly en 2010.

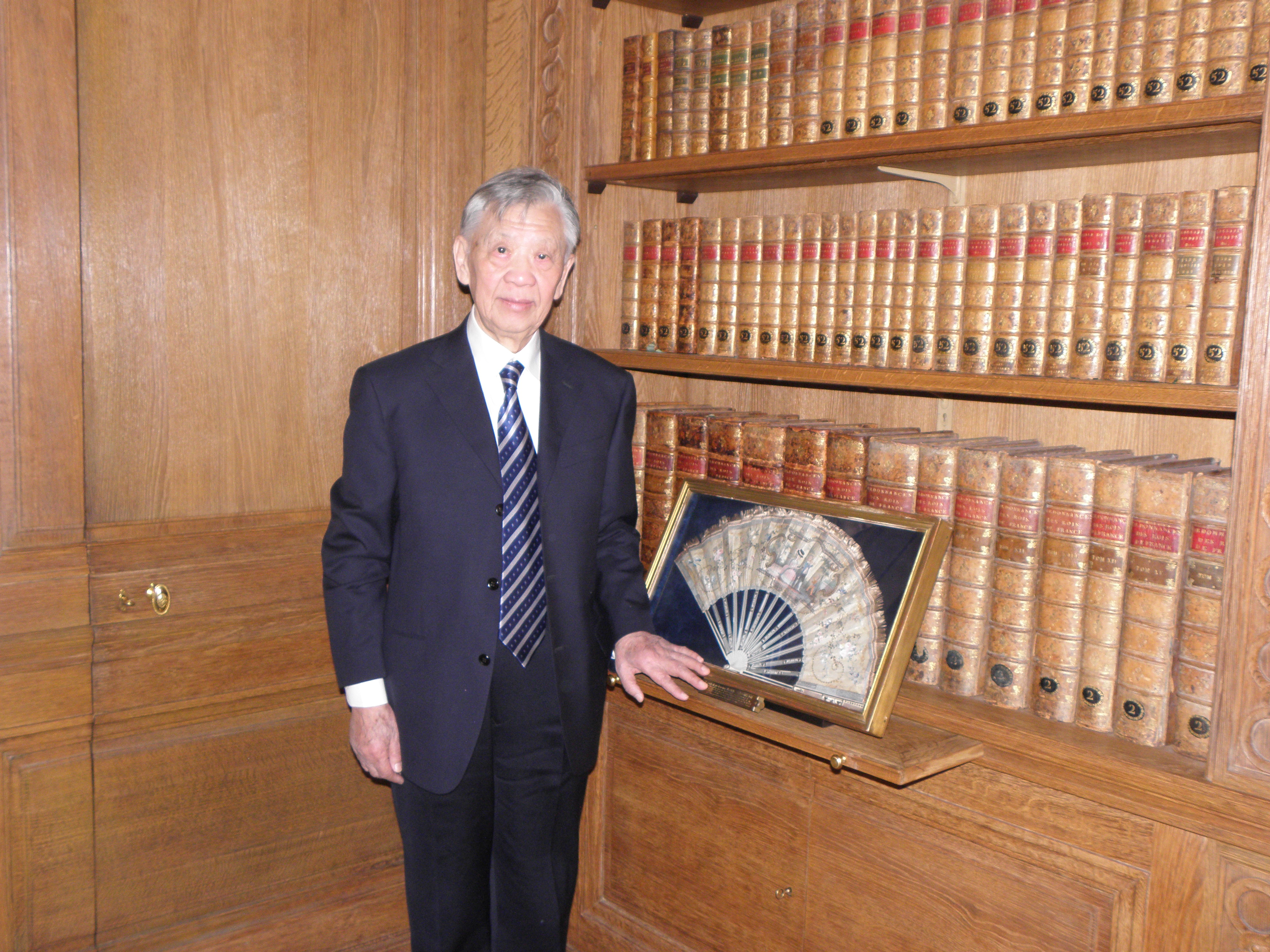
Zhang Sizhi dans le bureau du bâtonnier de Paris en 2010 posant devant l'éventail offert par Marie-Antoinette à son avocat Claude-François Chauveau-Lagarde.

Zhang Sizhi, qui s’est vu décerner le prix des droits de l’homme Petra Kelly en 2008 par la fondation Heinrich Böll, expliquait ainsi son parcours : « Pourquoi suis-je le défenseur des dissidents ? Très simple, parce que si chacun est libre d’apprécier untel ou untel, personne n’a le droit de le priver de son droit à la défense. J’ai simplement accompli mon devoir d’avocat. »
La Chine est l’un des rares pays à prévoir une incrimination pénale à l’égard des avocats – falsification de preuve et de témoignages – et à les expulser parfois manu militari du tribunal pour « trouble à l’ordre public ». D’où la stratégie de Zhang Sizhi d’évitement des médias, son refus d’institutionnaliser son combat judiciaire dans un cadre politique pour mieux défendre ses clients. Ne pas se mettre en avant, transformer les questions politiques en questions de droit et le droit en une science, cette méthode a valu à Zhang Sizhi une carrière d’une extraordinaire longévité quand tant d’autres se voyaient retirer leur licence d’avocat.
Au pouvoir qui justifie la primauté du politique sur le droit au nom des caractéristiques chinoises, Zhang Sizhi répondait que « le respect des droits de l’homme est une question de face pour un pays. » À chaque fois qu’il le jugeait nécessaire, il endossait le rôle d’aiguillon du pouvoir. Ainsi, en 1999, avec le journaliste Dai Huang, il signait une pétition pour obtenir la révision du verdict du procès de Cao Haixin. Ce texte est considéré comme le J'accuse chinois. Avec le professeur Jiang Ping, il protestait en 2006 contre l'attaque menée contre le supplément hebdomadaire du Quotidien de la jeunesse de Chine (中国青年报), Point de glaciation (冰点). Zhang Sizhi était le deuxième signataire de la Charte 08, publiée par des intellectuels chinois sur le modèle de la Charte 77 de Václav Havel et pour laquelle Liu Xiaobo, prix Nobel de la paix en 2010, a été condamné à onze ans de prison en 2009. En 2011, il prenait fait et cause pour l'avocat Li Zhuang, un avocat emprisonné à Chongqing dans le cadre de l'opération « mains propres » lancée par Bo Xilai.
L'influence de Zhang Sizhi sur les nouvelles générations d'avocats a pris de multiples formes depuis les années 1980 : les cours qu'il a donnés à l'université et les manuels qu'il en a tirés ; la création de la première revue consacrée à la profession ; la formation de jeunes confrères à l'art du procès politique dans les années 1990 et 2000. Ses successeurs, parmi lesquels les avocats Pu Zhiqiang, Xia Lin et Wang Ling, voyaient en lui le meilleur défenseur de la cause des avocats.

## Vidéos
- 《行者思之》（28）张思之口述，孙国栋整理（第十三章 身处“风”外，心在“波”中：我在“六四”前后 上）; https://www.youtube.com/watch?v=qRRlQYVdsHQ
- 《行者思之》（29）张思之口述，孙国栋整理（第十三章 身处“风外”，心在“波”中：我在“六四”前后 下）; https://www.youtube.com/watch?v=I0X-IK3IAfE
- 《行者思之》（30）张思之口述，孙国栋整理（第十四章 中国总得有人站出来讲话 上）; https://www.youtube.com/watch?v=eW2YPH1ESvk
- 《行者思之》（31）张思之口述，孙国栋整理（第十四章 中国总得有人站出来讲话 中）; https://www.youtube.com/watch?v=SEKIT5QmisE
- 《行者思之》（39）张思之口述，孙国栋整理（第十七章 忽已八十：重启征帆）; https://www.youtube.com/watch?v=wxu7FRHpp8g